# Manouchehr Mottaki

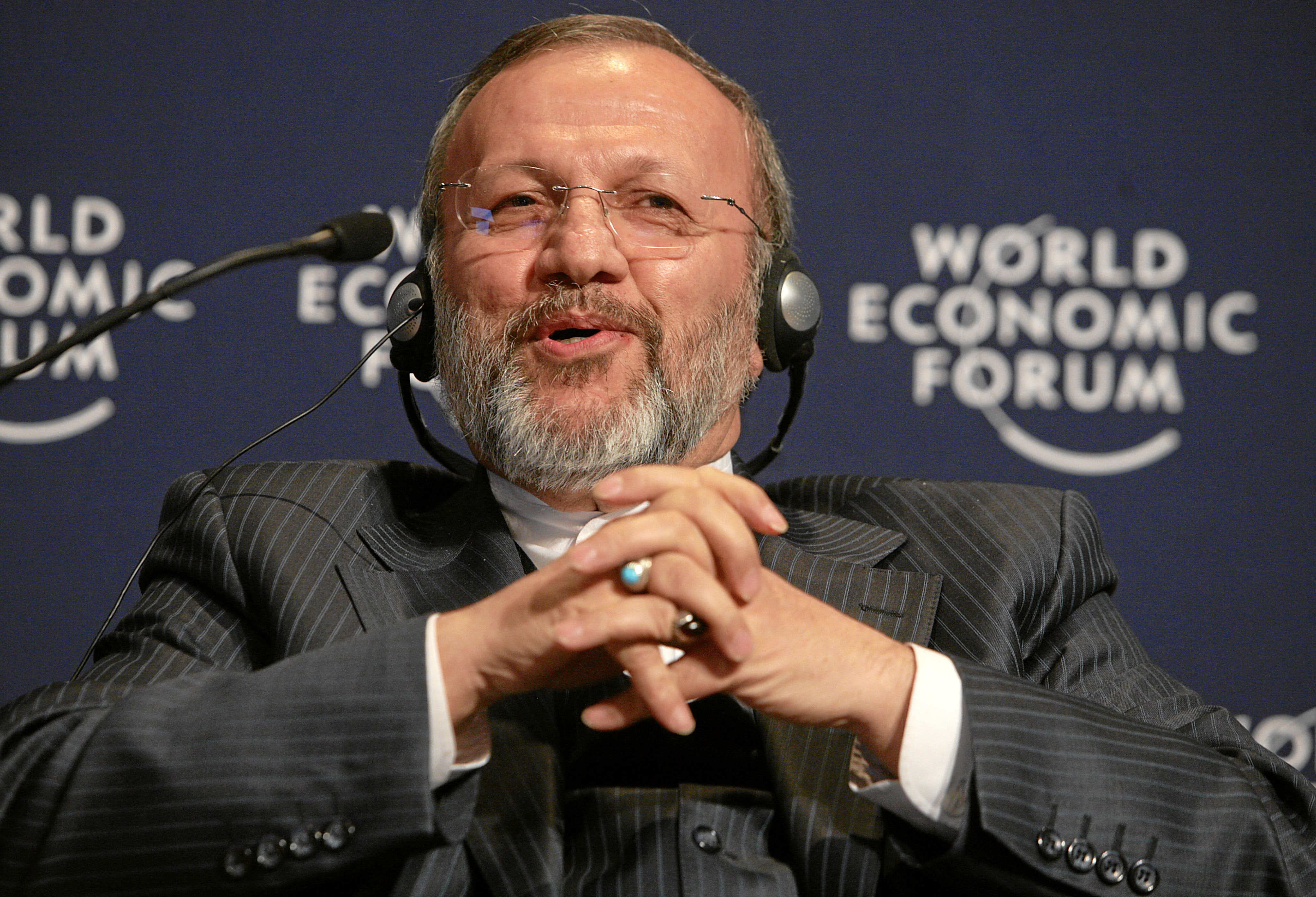
Manouchehr Mottaki

Manouchehr Mottaki, Perzisch: منوچهر متکی (Bandar Gaz, 12 mei 1953), is de voormalige minister van Buitenlandse Zaken van Iran, aangewezen door President Mahmoud Ahmadinejad. Tijdens de presidentiële verkiezingen in 2005, was hij de campagneleider van Ali Larijani, de rechts-conservatieve kandidaat.
Mottaki haalde een mastergraad in Internationale Relaties aan de Universiteit van Teheran en een Bachelor graad aan de Universiteit van Bangalore in India.
Voordat hij minister in Ahmadinejads kabinet werd, was hij ambassadeur in Turkije en Japan.
Op 13 december 2010 werd hij ontslagen door Mahmoud Ahmadinejad.
- Gemeinsame Normdatei: 1222386747
- Virtual International Authority File: 5000160728561810380004